# 法国蔷薇
法国蔷薇（学名：[Rosa gallica] 错误：{{Lang}}：文本有斜体标记（帮助）），为蔷薇科蔷薇属下的一个植物种，分佈於中、南歐。